# قتاد مثلث
القَتَاد المثلث (باللاتينية: Astragalus trigonus) نوع نباتي عشبي من جنس القتاد.

## البيئة والانتشار
موطنه بلاد الشام ومصر والمغرب العربي.

## مرادفات للاسم العلمي
- (باللاتينية: Astragalus leucacanthus Boiss.)
- (باللاتينية: Astragalus pseudotrigonus Batt. & Trab.)